# 鱗掌沙鼠
鱗掌沙鼠（學名Ammodillus imbellis）是鼠科中的一個物種，也是鱗掌沙鼠屬(Ammodillus)之下的唯一物種。發現於衣索比亞及索馬利亞。